# ميغيل فيرير
ميغيل فيرير (بالإنجليزية: Miguel Ferrer)‏ (مواليد 7 فبراير 1955 في سانتا مونيكا، كاليفورنيا - 19 يناير 2017)، هو ممثل أمريكي بدأ مسيرته الفنية عام 1981.

## الأعمال

### أفلام
- روبوكوب
- مولان
- إتجار
- آيرون مان 3
- روبوكوب

فارق الممثل الشهير ميغيل فيرير Miguel Ferrer الحياة عن عمر ناهز الـ61 عاماً، بعد صراع مع مرض السرطان.